# 舍爾什尼 (科羅斯堅區)
50°47′19″N 28°46′41″E / 50.78861°N 28.77806°E
舍爾什尼（烏克蘭語：Шершні），是烏克蘭的村落，位於該國北部日托米爾州，由科羅斯堅區負責管轄，始建於1583年，面積1.93平方公里，海拔高度168米，2001年人口380。